# Frances Rivett-Carnac
Frances Clytie Rivett-Carnac nascuda Greenstock (Port Elisabeth, Colònia del Cap, 1875 - Londres, 1 de gener de 1962) va ser una regatista britànica que va competir a començaments del segle xx.
El 1908 va prendre part en els Jocs Olímpics de Londres, on va guanyar la medalla d'or en la categoria de 7 metres del programa de vela. Rivett-Carnac navegà a bord del vaixell Heroine junt a Norman Bingley, Richard Dixon i el seu marit, Charles Rivett-Carnac. Això va fer que els Rivett-Carnac fossin el primer matrimoni en què els dos membres tenien un or olímpic. La seva neta Cleone Rivett-Carnac fou atleta per Nova Zelanda.